# Wilhelm von Mörner (Maler)

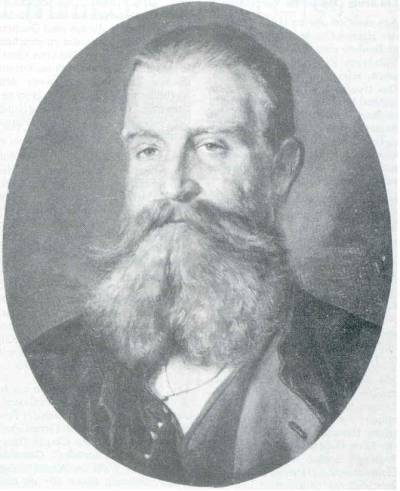
Wilhelm von Mörner,
Porträt von August von Wille

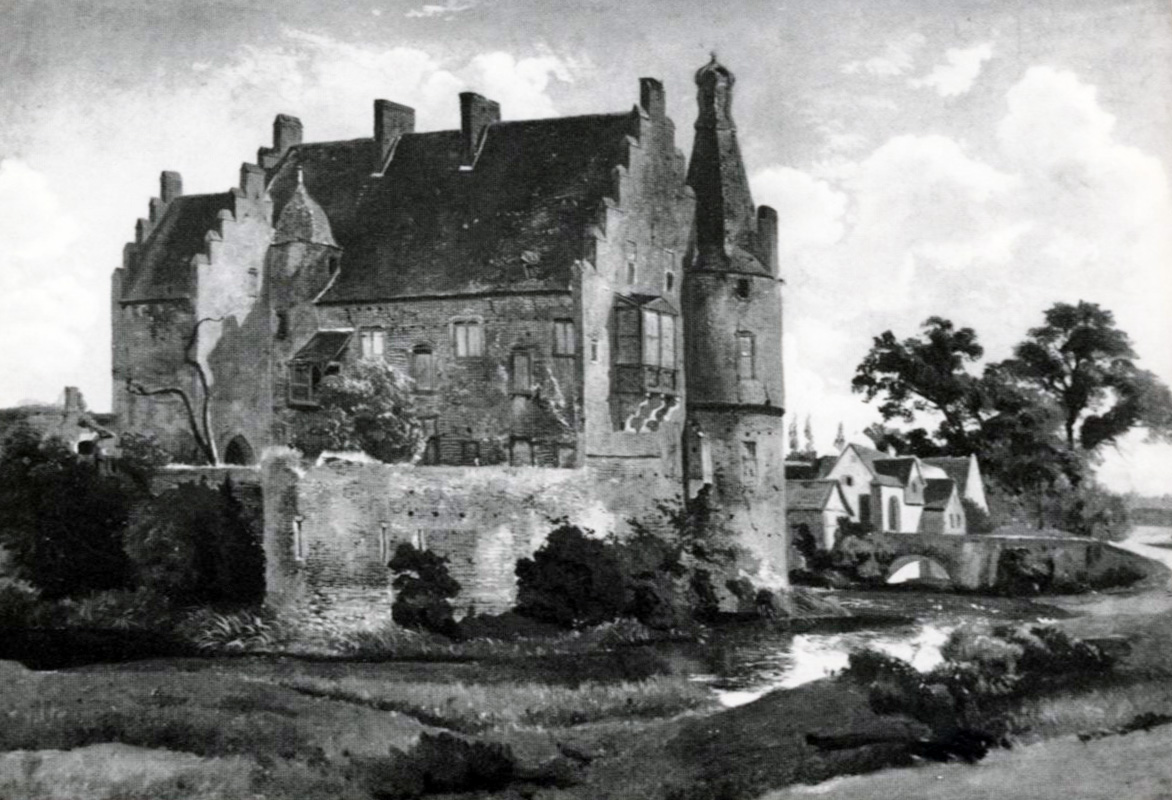
Burg Konradsheim, Abbildung aus Wilhelm Graf Mörners Skizzenbuch 1864

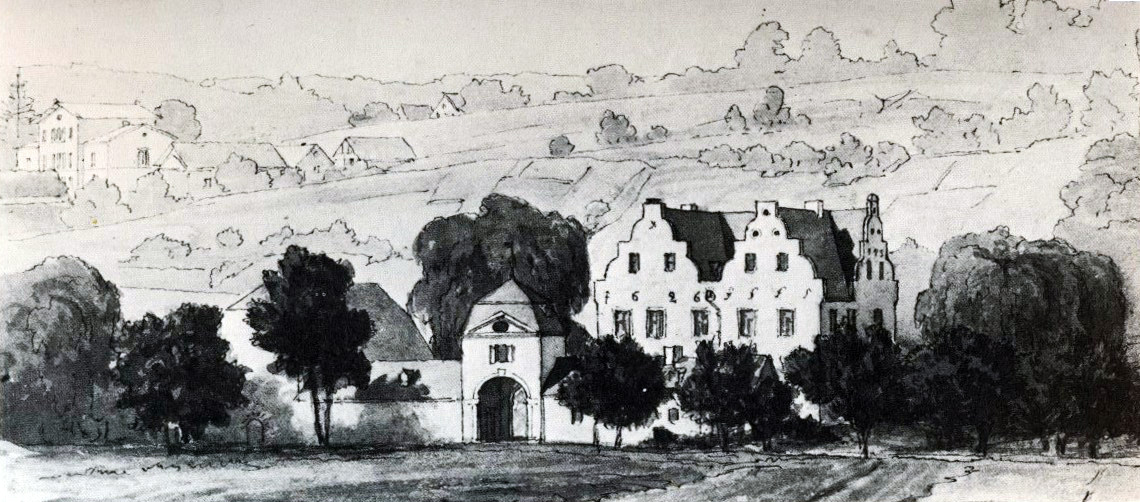
Wolfsburg im Vordergrund, Haus Wittgenstein im Hintergrund oben links, Bornheim/Roisdorf, Zeichnung des Grafen Mörner von 1867

Claes Warner Wilhelm von Mörner af Morlanda, auch Wilhelm Graf Mörner (* 18. April 1831 in Gåvetorp, Lekaryds socken, Småland [heute: Gemeinde Alvesta]; † 21. Januar 1911 in Koblenz), war ein schwedisch-preußischer Landschafts-, Genre- und Architekturmaler der Düsseldorfer Schule.

## Leben

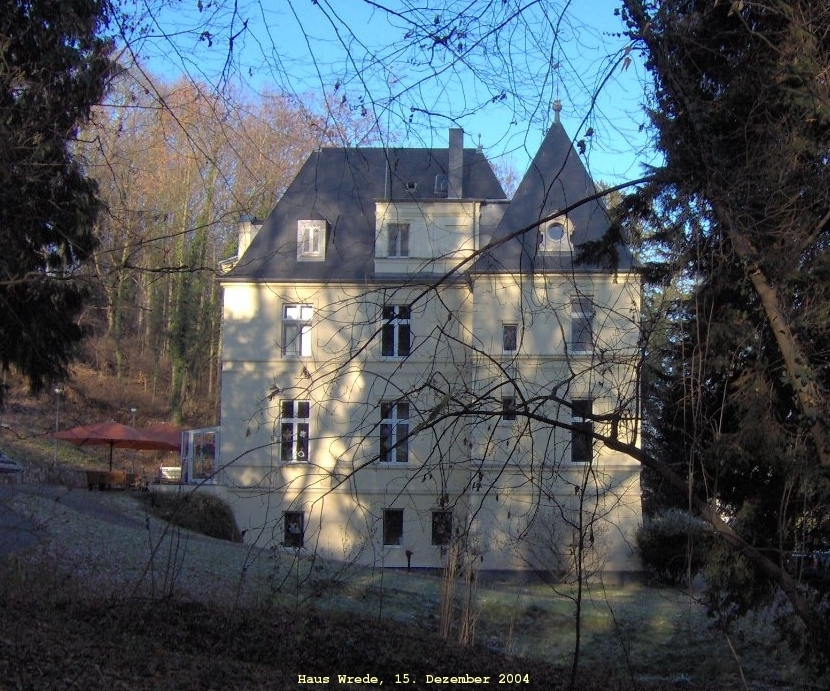
„Gelbe Burg“ in Roisdorf

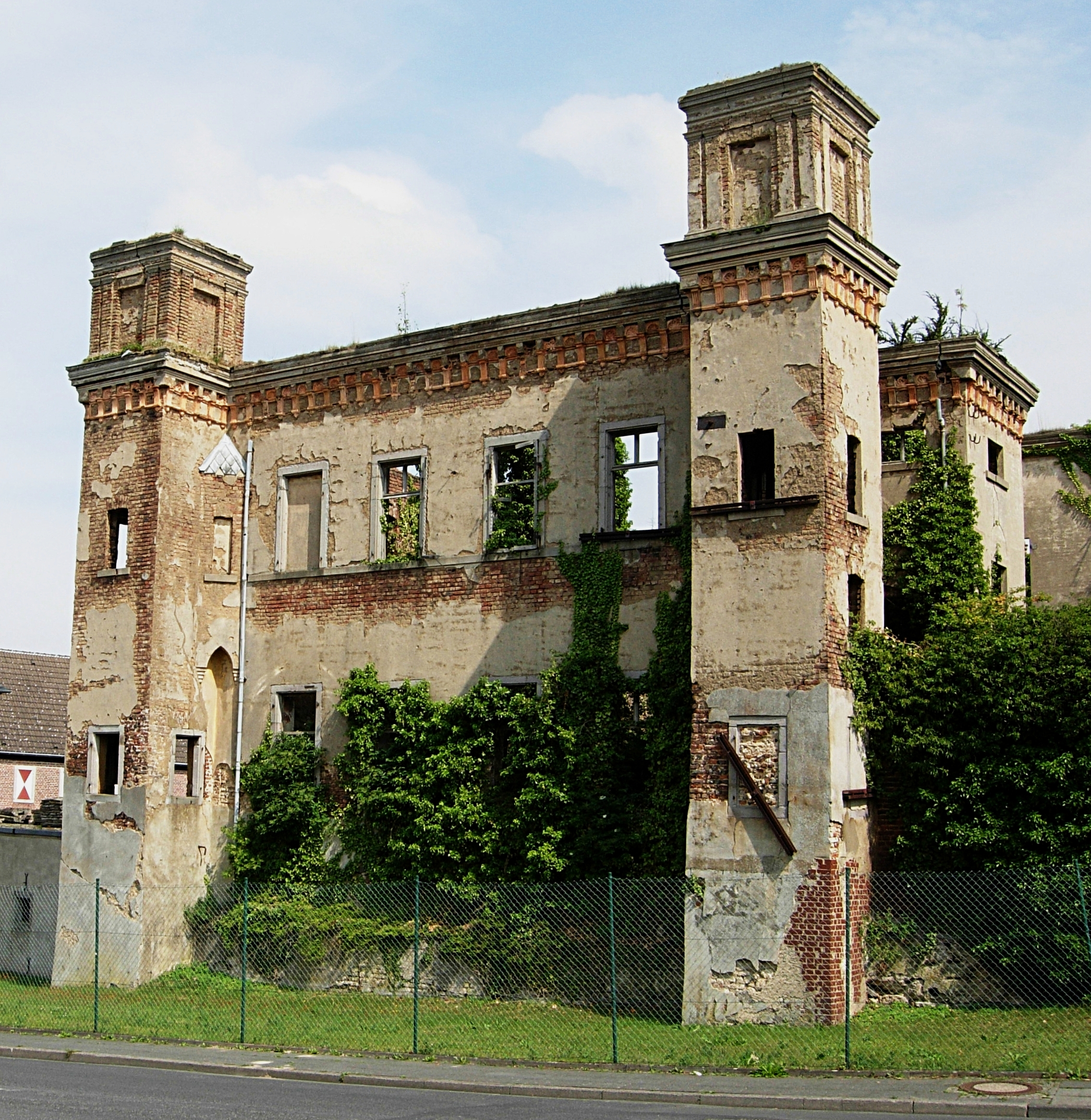
Ruine des Herrenhauses der Burg Hemmerich

Wilhelm von Mörner entstammte dem schwedischen Zweig des deutschen Adelsgeschlechts Mörner und  wurde im Herrenhaus Gåvetorp bei Alvesta geboren. Sein Vater war der Kammerjunker Graf Bror Wilhelm Mörner, seine Mutter war Laura Groen.
Beginnend 1844 als Kadett absolvierte von Mörner eine militärische Karriere, diente ab 1852 als Unterleutnant im Södermanland-Regiment und wurde 1856 zum Leutnant befördert. Zwei Jahre später nahm er seinen Abschied.
Von 1855 bis 1860 studierte von Mörner Landschaftsmalerei und Architektur an der Kunstakademie Düsseldorf, wo er von Rudolf Wiegmann und Hans Fredrik Gude unterrichtet wurde. Von 1857 bis 1860 und von 1875 bis 1911 war er Mitglied des Künstlervereins Malkasten. 1858 zeigte er eines seiner Landschaftsbilder auf einer Ausstellung der Düsseldorfer Akademie. 1878 nahm er an einer Ausstellung des schwedischen Kunstvereins Konstföreningen för Södra Sverige teil. Eines seiner Werke, die romantische Schneelandschaft På väg till julottan aus dem Jahr 1859, gelangte in die Sammlung des Museums Malmö.
Von Mörner machte 1868 Pläne für den Umbau und die Erweiterung der Burg Kriegshoven, deren Herrenhaus nach seinem Entwurf errichtet wurde. Ebenfalls nach seinem Entwurf wurde das Herrenhaus der 1869 durch einen Brand teilzerstörten Burg Hemmerich erbaut. Es brannte zum Ende des Zweiten Weltkriegs aus. Das schlossartige Haus Tauwetter im Siefenfeldchen in Roisdorf, auch „Gelbe Burg“ genannt, wurde nach seinen Plänen errichtet. Seit 1873 lebte er dort.
1893 erhielt Mörner die preußische Staatsangehörigkeit unter Beibehaltung seines Grafentitels.

## Familie
Am 9. September 1858 heiratete er Christiane Eliza (Elise) Giesler (1836–1904), die Tochter des vermögenden Kaufmanns Friedrich Giesler. Das Paar hatte vier Kinder:
- Cäcilia Elisabeth (Lilli) (* 1859) ⚭ 1892 Arthur von Goeben
- Hjalmar (1861–1935), Landrat des Kreises Wipperfürth, ⚭ 1900 Nelli Lessing de Cuyper (* 1878)
- Helena (1862–1939) ⚭ 1892 Ernst Frickhöffer († 1931)
- Wilhelm (Willi) (1871–1928) ⚭ 1899 Gertrud Hildebrand (* 1870)

## Werke

### Bauten
- Herrenhaus der Burg Kriegshoven (1868)
- Herrenhaus der Burg Hemmerich (1870)
- Gelbe Burg in Roisdorf, später Haus Wrede, heute Haus Tauwetter (1873)
- Ahrtor in Ahrweiler (23. Juli 1882)

### Bilder
- Kustlandskap i skymning, Landschaft, signiert 1857
- På väg till julottan, Landschaft, signiert 1859

## Ehrungen
Nach Mörner wurde 1953 in Roisdorf eine Straße benannt.